# همینیم که هستیم (فیلم ۲۰۱۳)
ما همینیم که هستیم (به انگلیسی: We are what we are) یک فیلم ترسناک آدم‌خواری محصول سال ۲۰۱۳ آمریکا به کارگردانی جیم میکل است. این فیلم در جشنواره فیلم ساندنس ۲۰۱۳ و در بخش هفته کارگردانان در جشنواره فیلم کن ۲۰۱۳ به نمایش درآمد. این فیلم یک بازسازی از فیلم مکزیکی سال ۲۰۱۰ به همین نام است.

## داستان
خانواده پارکر منزوی است و زیاد اجتماعی نیست، فرانک پدر خانواده باعث شده که خانواده‌اش از سنت‌های قدیمی پیروی کند. در این بین، در شهرشان سیل به راه می‌افتد و باعث می‌شود این خانواده از خلوت خود بیرون بیایند…